# علي بك الأسعد
هو علي بك بن أسعد بن محمد بن محمود بن نصار من آل علي الصغير.
كان حاكما لبلاد بشارة بعد عمّه حمد البك، وكان شاعرا وأديبا. 

## ولادته ونشأته
1. ولد علي بك الأسعد في العام 1237 هـ (1821 م)، وهو نفس العام الذي توفي فيه جده محمد المحمود النصار في الزرارية.
2. والده أسعد بن محمد بن محمود النصار. وأسعد هو ابن أخ حمد البك.
3. توفي والده أسعد بك في العام 1253 هـ (1837 م).
4. كان والده برفقة حمد البك الذي ترك جبل عامل عند قدوم إبراهيم باشا وتولية الأمير بشير الشهابي حكم جبل عامل من قبل المصريين. وقد عاش معه في الشام ومن ثم في الزبداني قرب دمشق.
5. تولى الحكم بعد حمد البك سنة 1269 هـ (1853 م) وكان عمره 32 سنة.

## زوجاته وأولاده وأحفاده
1. تزوّج علي بك الأسعد في العام 1262 هـ (1846 م) وكان عمره 25 عاما، بكريمة سهيل العباس المحمد النصار. وكانت كنيته أبو السعود. ومن أولاده ناصيف وشبيب ونجيب (أو محمد نجيب) وزينب.[1]
2. في العام 1274 هـ (1857 م) تزوّج زواجا ثانيا (وكان عمره 37 عاماً) من فاطمة بنت أسعد بن خليل بن ناصيف النصار وأنجب منها ثلاثة بنات فقط. وكان قد تقدّم لخطبتها أيضا تامر بن حسين بك السلمان، فلم يتم الأمر له.

ابنه البكر كان شبيب باشا الاسعد وهو أول من حصل من عائلة الاسعد على لقب باشا من الدولة الغثمانية وكان أديبا ومؤرخا وشاعرا. وقد طالب بالزعامة بعد وفاة أبيه ولكنه نفي مغ عائلته إلى الاستانة وعاد إلى لبنان عام 1908 مع ابنه البكر علي نصرت بك الاسعد الذي عين أول وزير زراعة عام 1926 بعد اعلان دولة لبنان الكبير وشغل مناصب قضائية عالية قبل توليه الوزارة إضافة لتعيينه نائبا لدورتين. وقد توفي علي نصرت بك الاسعد عام 1940 وله أربعة أبناء سعود بك، حكمت بك، القاضي مصطفى نصار بك الذي كان يشغل منصب رئيس محكمة التمييز حتى وافته المنية، والدكنور وائل الاسعد وهو من اوائل دكاترة الاشعة في لبنان والذي تخصص في فرنسا وعمل حتى بداية الحرب اللبنانية في مستشفى البربير.
1. كانت له بنت تُدعي زينب بنت علي بك الأسعد وكانت شاعرة أديبة.

1. كان له ابن يُدعى ناصيف باشا الأسعد وكان فارسا وهو أول من لبّى نداء السيد حسن يوسف مكي وتوجّه على رأس الفرسان إلى بلدة الخيام إبّان واقعة الخيام المشهورة. ولناصيف باشا ابن يُدعى حسيب بك الاسعد الذي تخلّف بسعيد الأسعد وهو طبيب جرّاح ونائب سابق 1992م وسفير لبنان الأسبق في المغرب. كما أنّ لناصيف باشا الأسعد بنت تدعى فاطمة تزوجها كامل بك الأسعد ابن خليل بك الأسعد. والست فاطمة المذكورة هي من أنشأت حسينيّة بلدة الطيبة، أوّل حسينية في الجنوب اللبناني وفي لبنان عام 1925م. كما تزوّج كامل بيك غيرها من النساء أيضا والظاهر أنه لم ينجب منها. وكانت بلدة الخرايب من أملاك ناصيف باشا الأسعد وذلك حتى نهاية العام 1880م حيث باعها لعائلة أخرى.

1. ويقال أن لعلي بك الأسعد ابن ثالث من الذكور يدعى محمد نجيب (أو نجيب) وكان أديبا وبليغا في القول لم نستطع معرفة أحواله.

### زوجته فاطمة بنت أسعد خليل ناصيف النصار
كانت تعيش في بلدة الطيبة، فتقدم تامر بن حسين بك السلمان بخطبتها، فلم يتم له ذلك، وكانت الأديبة زينب فواز من حاشيتها وعايشت أحوالها وعرفت الكثير من أخبار زوجها، فترجمت لها ترجمة وافية في كتابها الدر المنثور، نورده هنا لما له من الأهمية:
«هي بنت الأمير أسعد الخليل أحد أمراء الشيعة القاطنين في جبل عامل, وهو من كبراء عائلة علي الصغير. ولدت سنة 1256 هـ (1840 م) وتوفي والدها وهي صغيرة جداً فتولى تربيتها شقيقها الأمير محمد بك الأسعد. فلما بلغت سن التعليم سلمها للمعلمين لتدريس العلوم فتلقت جملة علوم في أقرب وقت, وكانت ذات عقل وفطنة ونباهة وكياسة, فحفظت القرآن الشريف, ودرست النحو والصرف والبيان حتى فاقت نساء عصرها وأهل جلدتها, فذاع صيتها في الآفاق, ولما بلغت الثامنة عشرة من سنيها تقدم إليها الأمير علي بك الأسعد بالخطوبة فأنعم له شقيقها بها. وكان الأمير المذكور حاكماً على بلاد بشارة ومحل إقامته قلعة تبنين التي هي قاعدة بلاد بشارة وتلك القلعة بناها هيوسنت أومر صاحب طبرية سنة 1107م. وكان الأمير علي بك الأسعد إذ ذاك كبير تلك العائلة مقاماً ورفعة وهو الحاكم الوحيد على بلاد بشارة من قبل الدولة العلية وكان مشهوراً بالكرم وحسن السياسة ومتصفاً بالعدل في أحكامها, ولما زفت إليه السيدة فاطمة نقلها من الطيبة التي هي بلد والدها ومسقط رأسها ومنبت صباها ومهد طفولتها إلى تبنين فشق ذلك على شقيقها محمد بك الأسعد وعلى أهلها وأهل بلدتها لأنها محسنة إلى الفقير من أهل البلد ومعينة للمسكين وعائدة للمريض, وكان يحبها كل من في تلك البلدة وكان شقيقها يعتمد عليها في بعض الآراء الإدارية وغيرها على صغر سنها. ولما نقلت إلى تبنين نالت بحسن آدابها وكمال عقلها ورقة لطفها ونضارة جمالها حظوة عظيمة عند زوجها حتى ملكت زمام الأمور فضلاً عن تملكها فؤاد زوجها، وتقلدت إدارة الأشغال المنزلية، وفازت على كل نسائه وأهل ذاك النادي. فلما رأى منها علي بك ذلك الحزم والعزم الذي يفوق حزم أعاظم الرجال أحب مشاركتها في الأحكام، واعتمد على آرائها السديدة، فتعاطت الأحكام مع زوجها وشاركته بالرأي وحكمت وعدلت في حكمها بين الناس حتى أحبها الكبير والصغير والغني والفقير ولم يغيرها في مركزها الحقيقي ما صارت إليه من الدولة والسلطة عن حبها لفعل الخير والإحسان إلى الفقراء كما كانت تفعل في بيت أبيها بل جعلت في دارها محلاً مخصوصاً لتربية الأولاد اليتامى وأولاد السبيل، وشهرت بفعل الخير وقصدَها المضطرون ولجأ إليها الخائفون. وكل ذلك لم يبذل لها حجاب بل كانت تتعاطى الأحكام من وراء الحجاب وتنظر في الدعاوى داخل الحجاب، وكان كل من في ديوان الأمير علي بك يعجبون بآرائها وسمو أفكارها لدقائق من الأمور الغامضة من الأحكام الشرعية».
وتتابع زينب فواز الكلام عنها فتقول عن أحوالها بعد وفاة زوجها وأخيها: 
«لازمت المترجمة الأحزان والأكدار بسبب فقد بطليها الزوج والأخ في آن واحد وانقطعت إلى الزريرية وهي مزرعة من مزارع زوجها فاقتسمت ما يخصها ويخص بناتها الثلاثة لأنها كانت ولدت له جملة أولاد من ذكور وإناث فلم يعش لها إلا هؤلاء الثلاث بنات. وكان للأمير علي بك أولاد من غيرها ذكور وإناث أيضاً فضمتهم جميعاً بحسن إدارتها إلى بعضهم، وقسمت عليهم الأرض بحسب الفريضة الشرعية بدون أن تجعل للحكومة مدخلاً في ذلك وشرعت في بناء دار لكل من أولادها وأولاد زوجها للسكنى وأرضت الكل بحسن تدبيرها وسداد رأيها وأتمت ذلك البناء على ما أحب الأولاد. وخصصت من مالها شيئاً مخصوصاً لتربية اليتامى، وفك كرب المكروب، وقسمت وقتها بين سكناها بالزريرية والطيبة عند شقيقها الأصغر الأمير خليل بك الأسعد، ولم تزل -حفظها الله- على هذه السجايا الحسنة إلى الآن يضرب بها المثل في تلك الأصقاع. ولها في الشعر قليل، وأما في النثر فيشهد لها اليراع، وتنطق لها الطروس ». انتهى كلام زينب فواز في الدر المنثور.

## أحواله
1. تولّى الحكم في تبنين بعد عم والده حمد البك من سنة 1269 هـ (1853 م)، إلى سنة 1282 هـ (1865 م) (حوالي 12 سنة).
2. سكن قلعة تبنين وشاد بها القصور وهو آخر من حكم بها من هذه الأسرة وبعده قسمت البلاد إلى مديريات وقائمقاميات.
3. اشتهر بكرمه، فكان يقضي ديون الوجهاء إذا عرف أن أحدهم مديونا، وقيل أنه في عرسه أقام الولائم ووزّع الهدايا على المدعوين الذين وصلوا إلى أربعين ألفا.
4. لقّب برئيس العشائر وشيخ المشايخ.
5. عمل على التأليف بين العشائر والزعامات في جبل عامل. فشجّعهم على التزواج فيما بينهم إذ كان العرف السائد أن آل علي الصغير يتزوجون من آل صعب ولا يزوّجونهم. كما أن العرف السائد كان أن يتقدم آل علي الصغير على آل صعب في المجالس السياسية وأن يتقدم آل صعب في الحروب وقيادة الجيوش.
6. كان تولّيه السلطة بعد حمد البك ضربة لقانون العشائر الذي ينصّ على تولية الأسن مقاليد الرئاسة، وكان تامر بك السلمان أسنّ منه.
7. شارك مع حمد البك، في حربه ضد المصريين وعهد إليه حمد البك سوق الأسرى في معركة وادي الحبيس إلى عزّة باشا والي الشام.

## سبب احتجازه ووفاته

### الرواية الأولى: خلافه مع ثامر بك السلمان
هذه الرواية يتبناها الشيخ محمد تقي الفقيه في كتابه «جبل عامل في التاريخ» وملخّصها ما يلي:
في زمن حمد البك، كان ثامر بن حسين بك السلمان قد تقدّم لخطبة فاطمة بنت أسعد خليل الناصيف، فلم يتم له ذلك، ولاحقا تقدّم علي بك الأسعد لخطبتها فأصبحت سيدة قلعة تبنين الأولى. فكانت هذه الشرارة الأولى للخلاف والتنافر بين الرجلين.
بعد وفاة حمد البك، كان ثامر بك السلمان من آل علي الصغير، أسنّ من علي بك الأسعد، وكان يرى نفسه أحقّ منه برئاسة البلاد. واعتبر ترؤس علي بك الأسعد خرقا لقانون العشائر الذي يلزم تقديم الأسن في الرئاسة. هذا التدبير كان قد إحترمه تامر بك لدى وفاة والده حسين بك السلمان الذي كان شيخ المشايخ في جبل عامل فانتقلت الرئاسة إلى حمد البك الذي كان أسنّ من تامر بك السلمان.فاكتفى حينها ثامر بحكم مقاطعة بنت جبيل.
حاول ثامر بك الاستيلاء على رئاسة البلاد بالقوة والحرب لكنه فشل، فذهب إلى مصر عام 1862م، ومنها إلى الأستانة وعاد بأمر بتعيينه مكان علي بك الأسعد.
رفض علي بك هذا التدبير ونشبت الحرب بينهما، فأوفدت الدولة العثمانية مصلحا بينهما وكان من آل الصلح، فأوقف الحرب بينهما وعقد لواء الصلح وبقي علي بك الأسعد شيخا لمشايخ بلاد بشارة واكتفى ثامر بك بمقاطعته في بنت جبيل.
ولكن في العام 1281 هـ 1864م تجدد الخلاف بينهما، وكان والي الشام يغذّي هذا الخلاف للحد من نفوذ علي بك الأسعد، فأصدر علي بك منشورا بعزل تامر بك وتعيين ابن عمه محمد بك مكانه.
هذا التدبير لم يعجب والي صيدا فاستدعى علي بك وابن عمه إلى صيدا فحضرا، فطلب من علي بك العودة عن قراره فرفض البك هذا الطلب، وقدّم استقالته مهددا وملقيا اللوم على الوالي في ردّات الفعل التي ستحدث في جبل عامل. فسخط الوالي وتحفّظ على علي بك وابن عمه في صيدا، وفي الليل أرسلهما إلى بيروت مخفورين حيث بقيا شهورا طليقين من دون الإذن لهما بالعودة إلى جبل عامل، وبعد إلغاء إيالة صيدا تم إرسالهما إلى دمشق حيث مرضا بالكوليرا وتوفيا فيها.
ويرى البعض أنهما توفيا مسمومين في دمشق، ولكن هذه الدعوة لا تستند على أي دليل فعلي.

### الرواية الثانية: تأخره عن دفع الأموال الأميرية
مع أن زينب فواز في روايتها (غادة الزاهرة) لا تنفي الخلاف بين علي بك ثامر بك إلا أنها تعزو السبب في اعتقاله إلى تأخره عن دفع الأموال الأميرية. ففي كتابها «الدر المنثور في طبقات ربات الخدور» تروي زينب فواز تلك الحقبة فتقول ما نصّه: 
«ولم تزل كذلك إلى سنة 1281 هـ (1864 م) وكان البيك المومئ إليه قد تأخّر عليه شيء من الأموال الأميرية لأن كرمه الحاتمي كان يضطره إلى ذلك حيث إنه كان في دولة عظيمة، وكان إذا ركب يركب معه فوق المائتي فارس من حشمه، وذلك خلاف الخدم والسيّاس والعمّال، والطبّاخين والفرّاشين، وما يتبع دائرة الحريم من وكلاء وخدم وطبّاخين وغير ذلك. وكان في قلعة تبنين محل للضيوف يسع ألفي شخص وفيه من المفروشات والأثاث ما يليق بذلك القصر الفاخر كل غرفة بما يلزم لها راحة الضيوف وله فرّاشون مختصون لخدمة الضيوف فقط والطبّاخون كذلك غير الذين يخدمون المقيمين من العائلة، وكل هؤلاء الأتباع لهم الرواتب من دائرة الأمير المومئ إليه، وكانت تأتي الشعراء والطالبون من كل صوب وهو لا يدر أحداً بدون جائزة ويفد إليه الزائرون من كل المدن الشهيرة من كبار المتوظفين وغيرهم يمضون عنده فصل الصيف في القلعة لحسن هوائها وطيب مركزها وخصب تربة تلك الأراضي والجبال النضرة. وقد كان له حسّاد وأعداء من أقرب الناس إليه قد أضمروا له الضغينة وألقوا الدسائس حسداً منهم لما ناله من المجد والرفعة وعملوا على إلقاء القبض عليه ومحاسبته على الأموال الأميرية فحوسب في مدة ثمانية شهور وهو تحت الحجز، وظهر طرفه مبالغ جسيمة. فقامت السيدة فاطمة (زوجته) في أثناء ذلك بأعباء هذا الحمل الثقيل وتدبرت الأموال المطلوبة من بعلها وقد جمعتها من مالها وأموال عائلتها وباعت حليّها وحليّ كل امرأة في دائرتها حتى تمكنت من سداد الأموال المطلوبة، وكانت تفعل ذلك بكل حزم يفوق شهامة الرجال وصدر الأمر بخلاصه في أواخر سنة 1281 هـ. وبعد ذلك أراد الرجوع إلى وطنه من محل ما كان محجوراً عليه وهي قلعة دمشق الشام، فدخلت سنة 1282 هـ (1865 م) التي جاء فيها الوباء العام المشهور بالكوليرة، وهنالك قبل انتقاله إلى وطنه أصيب بالكوليرة بدمشق الشام ومكث ثلاثة أيام، وتوفاه الله. وكان برفقته أخوها الأمير محمد بك الأسعد فأصيب الأمير أيضاً بهذا الداء ولحق بابن عمه وكانت وفاتهما في أسبوع واحد تاركين لآلهما الحزن الطويل». انتهى كلام زينب فواز في الدر المنثور عن سبب وفاته وهي لم تذكر من قريب أو بعيد أي سبب سياسي لاعتقاله.
والغريب أن زينب فواز في روايتها (غادة الزاهرة) تروي قصة مختلفة عن علي بك وثامر بكوفاطمة الأسعد. فتقول أنه في زمن حمد البك أحسّ ثامرأن القوم يجهّزون لتنصيب علي بك الأسعد لخلافة حمد البك، فحاول ثامر بك من خلال بعض أعوانه التخلّص من علي بك أثناء رحلة صيد للأخير. ولكن هذه المحاولة لم تفلح. وبهذا ابتدأ الخلاف والتباغض بين الرجلين. وكانت المحطة الثانية لهذا الخلاف عندما رفضت فاطمة الأسعد الخليل الزواج من ثامر بك وقبلت بعلي بك الأسعد. والمحطة الثالثة في هذا الخلاف كانت تولية علي بك الأسعد في خلافة حمد البك مع أن ثامر أسنّ من علي. وكانت زينب فواز تقف في صف علي بك وتصف ثامر بك بأقذع الأوصاف فتقول: «قد تعمدتُ، في هذه الرواية، تبديل الأسماء والاشخاص والبلدان، تحاشيا من ذكر الباقين منهم في قيد الحياة، وحرصا على شرف البيوت الكريمة التي دنّسها بعض ابنائها الذي هان لديه بذل شرفه في سبيل نوال شهوته، فألبس عائلته ثوب خزي كلما أبلته الحوادث جدّدته الأوقات، حمانا اللّه ووقانا».

## وفاته
توفي سنة 1282 هـ 1865م في دمشق ودفن في المقام المنسوب إلى السيدة زينب الصغرى.
وقد توفي ابن عمه محمد بك الذي كان محتجزا معه بعده بأربعة أيام ودفن في مقام السيد رقية في دمشق.

## شعره
للإطّلاع على تجربته الشعرية مراجعة ترجمة علي بك الأسعد في معجم البابطين